# خودتراش‌ماهی
خودتراش‌ماهی (نام علمی: Xyrichtys) نام یک سرده از خانواده زمردماهیان است.